# Unserer Lieben Frau (Abrain)

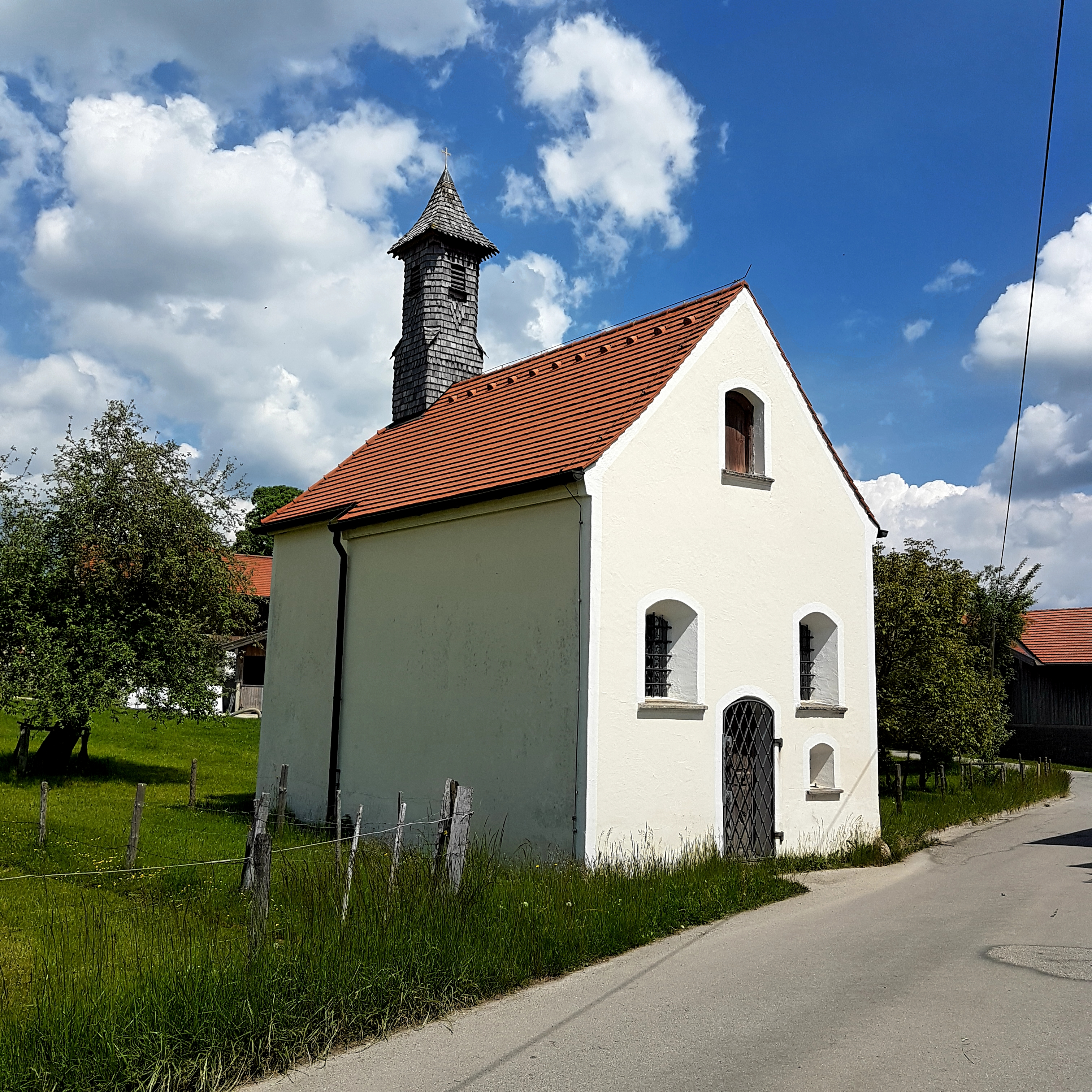
Kapelle Unserer Lieben Frau in Kiensee

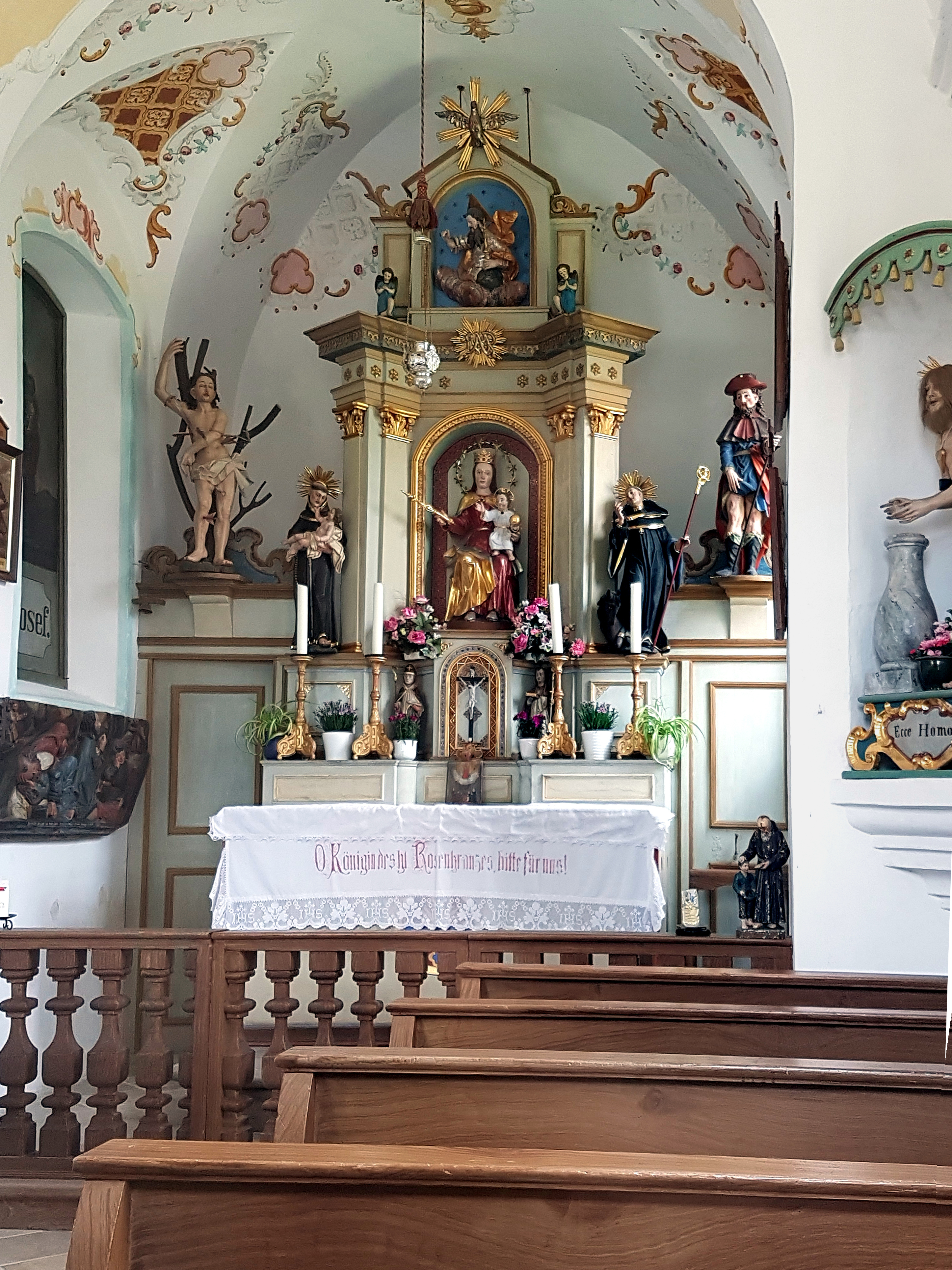
Innenansicht mit Altar

Die katholische Kapelle Unserer Lieben Frau in Abrain, einem Stadtteil von Bad Tölz im oberbayerischen Landkreis Bad Tölz-Wolfratshausen, wurde 1648 errichtet. Die Kapelle ist ein geschütztes Baudenkmal.
Der nach Norden gerichtete Satteldachbau mit eingezogenem rechteckigem Chor hat einen verschindelten Dachreiter, der von einem geknickten Zeltdach mit Kreuz abgeschlossen wird. Die Stichkappentonnen und Wände haben stark erneuerte Malereien aus dem 18. Jahrhundert. Im Langhaus ist Mariä Verkündigung dargestellt.

## Ausstattung
Zur Ausstattung gehören unter anderem der Hochaltar aus der zweiten Hälfte des 19. Jahrhunderts mit Figuren aus verschiedenen Zeiten und das spätgotische Ölbergrelief, das um 1520/30 geschaffen wurde.